# امانت (فیلم)
امانت (به هندی: Amanaat) فیلمی محصول سال ۱۹۹۴ و به کارگردانی راج ان. سیپی است. در این فیلم بازیگرانی همچون سانجی دات، آکشی کومار، هرا راجاپول، کانچان ایفای نقش کرده‌اند.